# Église Saint-Martin de Lutry
Pour les articles homonymes, voir Église Saint-Martin.
L’église de Saint-Martin, également appelée l'église catholique Saint-Martin de Lutry-Paudex, est une église catholique situé dans la commune vaudoise de Lutry, en Suisse.

## Histoire
L'église catholique de Lutry a été créée en 1930 par l'architecte de Romont, Fernand Dumas avec l'aide d'Alexandre Cingria  pour les vitraux, les peintures intérieures, les décors et le mobilier, A. Pettineroli pour les sculptures et Marguerite Naville pour la mosaïque dans le chœur représentant Saint Martin.
Le bâtiment a connu plusieurs travaux de consolidation et de stabilisation entre 1992 et 1994, puis en 2008 en particulier à cause de défauts constatés dans les fondations du bâtiment qui provoque des mouvements de celui-ci.
L'église est inscrite comme bien culturel suisse d'importance nationale depuis 1991.  Elle est propriété de l'Église catholique du canton de Vaud et principal bâtiment religieux de la paroisse de Lutry-Paudex.